# Hymenolepis diminuta
Espèce
Hymenolepis diminuta est une espèce de vers plats de la famille des Hymenolepididae (classe des cestodes). C'est un ténia moyen, parasite des rongeurs (rats, souris), qui peut vivre accidentellement dans l'intestin grêle des humains, y provoquant un téniasis bénin.

## Morphologie
L'adulte peut atteindre 90 cm de long. Il a un scolex piriforme au rostre démuni de crochets.

## Systématique
Le nom valide complet (avec auteur) de ce taxon est Hymenolepis diminuta (Rudolphi, 1819).
L'espèce a été initialement classée dans le genre Taenia sous le protonyme Taenia diminuta Rudolphi, 1819,.
Hymenolepis diminuta a pour synonymes :
- Taenia diminuta Rudolphi, 1819
- Taenia leptocephala Creplin, 1925

## Biologie
Les rongeurs hébergeant l'adulte, rejettent, avec leurs matières fécales, des œufs caractéristiques, assez semblables à ceux d'H. nana, mais sans filaments flexueux (courbés alternativement dans plusieurs sens différents) bipolaires entre les coques interne et externe, qui seront déglutis par les larves de plusieurs insectes parasites des céréales (mite des céréales, ver de farine) ou ectoparasites des rongeurs (puces diverses). Ces insectes sont les hôtes intermédiaires et ils hébergent la larve cysticercoïde infectieuse « en attente ». Le cycle se boucle quand les rongeurs avalent ces insectes infectés en se nourrissant de graines ou en avalant leurs puces.

## Répartition géographique et importance
Bien que peu important, il doit être signalé à cause de sa répartition cosmopolite et des petites épidémies de téniasis apparaissant quand les conditions nécessaires sont réunies (Inde).

## Clinique
L'humain s'infecte en consommant des nourritures souillées d'insectes parasités : fruits secs, céréales « de régime », pain fait avec de la farine « mitée » et mal cuit. Libérée par la digestion, la larve cysticercoïde infectieuse se fixe sur la muqueuse de l'intestin grêle et bourgeonne un ténia adulte. La symptomatologie est la même que celle du téniasis à H. nana, mais ici, comme pour Dipylidium caninum, le ver est mal adapté à son hôte accidentel chez qui il n'entraîne qu'une affection bénigne et facile à maîtriser.

## Diagnostic
Les œufs caractéristiques seront facilement repérables dans les selles.

## Traitement
- Niclosamide

## Publication originale
- (la) Carolo Asmund Rudolphi, Entozoorum synopsis cui accedunt mantissa duplex et indices locupletissimi, Berlin, Sumtibus A. Rücker, 1819, 842 p. (OCLC 9091261, LCCN agr06000092, DOI 10.5962/BHL.TITLE.9157, lire en ligne).